# Neja Filipič
Neja Filipič (22 de abril de 1995) es una deportista eslovena que compite en atletismo. Ganó una medalla de oro en los Juegos Mediterráneos de 2022, en la prueba de triple salto.